# Junge Polizei
Die Junge Polizei (Eigenschreibweise JUNGE POLIZEI) ist die Nachwuchsorganisation innerhalb der Deutschen Polizeigewerkschaft (DPolG) im Deutschen Beamtenbund (DBB). Sie wurde auf Bundesebene am 22. September 1958 in Würzburg gegründet und ist somit die älteste Nachwuchsorganisation innerhalb der Polizei. Ihr gehören alle jüngeren Mitglieder der Deutschen Polizeigewerkschaft im DBB bis zum 30. Lebensjahr an. Mandatsträger dürfen zum Zeitpunkt ihrer Wahl das 35. Lebensjahr noch nicht vollendet haben.

## Struktur

### Gliederung
Die Junge Polizei ist ähnlich der Polizei, aus deren Beamten sie sich zusammensetzt, hierarchisch strukturiert und orientiert sich überwiegend an der Deutschen Polizeigewerkschaft. Da die reguläre Polizei in Deutschland Ländersache ist, folgen entsprechend auf die Bundesleitung der Jungen Polizei die jeweiligen Landesverbände. Diese haben ihren Sitz in der so genannten Landesgeschäftsstelle, welche sich, außer in Hessen (Darmstadt), Nordrhein-Westfalen (Duisburg), und Mecklenburg-Vorpommern (Stralsund), in der jeweiligen Landeshauptstadt befindet.
| Funktion             | Landesverband   | Person                     |
| -------------------- | --------------- | -------------------------- |
| Vorsitzender         | Bundespolizei   | William Bobach             |
| 1. Stv. Vorsitzender | Berlin          | Behnam Teimouri-Hashtgerdi |
| Stv. Vorsitzende     | Rheinland-Pfalz | Cassandra Poll             |
| Stv. Vorsitzender    | Sachsen-Anhalt  | Nils Gäbel                 |
| Stv. Vorsitzende     | Brandenburg     | Jasmin Schmaler            |
| Stv. Vorsitzender    | Niedersachsen   | Sebastian Scherbinski      |

Führungsgremium des Landesverbandes ist die gewählte Landesleitung, welche sich aus dem Landesvorsitzenden, dessen Stellvertretern sowie dem Landesschatzmeister zusammensetzt. Gewählt wird die Landesleitung durch den Landesjugendkongress, welcher turnusmäßig alle vier Jahre tagt und sich aus den gewählten Kreisvertretern sowie anderen Vertretern zusammensetzt.

### Satzungen und Finanzierung
Die Junge Polizei führt ein selbständiges Verbandsleben nach eigener Ordnung. Dieses Eigenleben wird durch die vom Bundes- und Landeshauptvorstand beschlossenen Richtlinien und Geschäftsordnung der Jungen Polizei geregelt.
Zur Durchsetzung der Interessen ihrer Mitglieder bedient sich die Junge Polizei aller legitimen Mittel. Für ihre Arbeit erhält sie vom DPolG Bundesverband oder auf Landesebene von den Landesverbänden die erforderlichen finanziellen Mittel sowie zur Durchführung der Jugendarbeit öffentliche Mittel des Landesjugendplans.

## Aufgaben
Einen Arbeitsschwerpunkt setzt die Junge Polizei innerhalb der Bereitschaftspolizei und den Bildungseinrichtungen. Hier sind es u. a. Ausbildungs- und Ausrüstungsprobleme, Jugendarbeitsschutzangelegenheiten und polizeispezifische Jugendprobleme, mit denen sich die Junge Polizei beschäftigt.
Im Allgemeinen deckt die Junge Polizei alle die jüngeren Kollegen betreffenden Themenbereiche ab. Hier sei nur das Beurteilungsverfahren (umfangreiche Projektarbeit) und das Zulassungsverfahren zum gehobenen PvD genannt.
Aber auch die Mitgestaltung der Freizeit sowie die Aus- und Fortbildung gehört zur Aufgabe der Jungen Polizei, sie erfüllt diese durch eine Vielzahl von Angeboten wie z. B. Seminare, Rockkonzerte, Sportturniere und ähnliches.

## Publikationen
Im Jahr 2013 veröffentlichte die Junge Polizei eine Broschüre unter dem Namen Freund und Helfer – Nützliches für den Streifenalltag. Im Mai 2014 wurde er auf Grund der Änderungen im Bußgeldkatalog in einer aktualisierten Auflage ausgegeben.

## Medienkampagnen
2011 erregte die Junge Polizei in Bremen mit einer Fotokampagne die Öffentlichkeit, die sich gegen Stellenabbau, Kennzeichnungspflicht und für eine Sicherungsverwahrung von Sexualstraftätern einzusetzen versuchte. Unter anderem war auf einem Bild ein in Kaftan und Turban gekleideter Mann mit Sprengstoffgürtel zu sehen, auf den gezeigt wird und gerufen, „Dort! Ein Terrorist! Schnell!“ Die Polizei erwidert daraufhin, beschäftigt mit einer anderen Person: „Das dauert, wir haben keine Kräfte frei.“ Nachdem sich Blogger wie der Rechtsanwalt Udo Vetter über die Bilder empörten, sind sie gelöscht worden und Stellungnahmen verfasst worden. Rainer Wendt, Vorsitzender der Mutterorganisation DPolG, erklärte: „Ich habe das Plakat abgelehnt, weil man ein solches Thema nicht mit derart primitiven Kriterien gestalten kann. Hier wird eine Glaubensrichtung mit Terrorismus gleichgesetzt.“
Mit einer Forderung zu Identifikationsverifizierungen auf Social-Media-Plattformen im Zusammenhang mit Facebook-Partys erweckte die Junge Polizei 2012 ein breites Medienecho.